# Under Construction
Under Construction (em português: Em Construção) é o quarto álbum de estúdio da rapper estadunidense Missy Elliott, lançado em parceria com The Goldmind Inc. e Elektra Records em 12 de novembro de 2002 nos Estados Unidos.
Foi primeiramente produzido por Timbaland, com produção assistente de Craig Bockman, Nisan Stewart, Erroll "Poppi" McCalla, e Elliot mesma. O álbum chegou a estar na terceira posição do chart estadunidense Billboard 200 e vendeu cerca de 2.1 milhões de cópias na primeira semana de lançamento.
Em 2003, Under Construction recebeu indicação de nomeação para o Grammy Awards como "Melhor Álbum de Rap", vencido por The Eminem Show. Um álbum de "sequência", Under Construction, Part II, foi lançado em 2003.

## Lista de músicas
| #   | Título                                              | Duração |
| --- | --------------------------------------------------- | ------- |
| 1.  | "Intro/Go to the Floor"                             | 5:06    |
| 2.  | "Bring the Pain" (featuring Method Man)             | 2:59    |
| 3.  | "Gossip Folks" (featuring Ludacris)                 | 3:54    |
| 4.  | "Work It"                                           | 4:58    |
| 5.  | "Back in the Day" (featuring Jay-Z)                 | 4:55    |
| 6.  | "Funky Fresh Dressed" (featuring Ms. Jade)          | 3:56    |
| 7.  | "Pussycat"                                          | 4:32    |
| 8.  | "Nothing Out There for Me" (featuring Beyoncé)      | 3:05    |
| 9.  | "Slide"                                             | 3:43    |
| 10. | "Play That Beat"                                    | 3:02    |
| 11. | "Ain't That Funny"                                  | 2:48    |
| 12. | "Hot"                                               | 4:09    |
| 13. | "Can You Hear Me" (featuring Chilli & T-Boz de TLC) | 4:29    |
| 14. | "Work It (Remix)" (featuring 50 Cent)               | 5:04    |

## Paradas musicais
| Chart (2002)                     | Posição topo |
| -------------------------------- | ------------ |
| ARIA Albums Chart                | 26           |
| Albums Chart                     | 50           |
| Albums Chart                     | 33           |
| Albums Chart                     | 71           |
| Albums Chart                     | 28           |
| German Albums Chart              | 19           |
| Irish Albums Chart               | 53           |
| Albums Chart                     | 32           |
| Albums Chart                     | 36           |
| Albums Chart                     | 23           |
| Albums Chart                     | 26           |
| UK Albums Chart                  | 23           |
| Billboard 200                    | 3            |
| Billboard Top R&B/Hip-Hop Albums | 2            |